# Strangalia biannulata
Strangalia biannulata är en skalbaggsart som först beskrevs av Linsley 1935.  Strangalia biannulata ingår i släktet Strangalia och familjen långhorningar. Inga underarter finns listade i Catalogue of Life.